# Massacre du 18 Mars
Le massacre du 18 mars est un massacre qui a eu lieu le 18 mars 1926 lors d'une manifestation contre les seigneurs de la guerre et l'impérialisme, à Pékin, en Chine. L'écrivain chinois Lu Xun a qualifié cet événement de « jour le plus sombre de l'histoire de la république de Chine ».

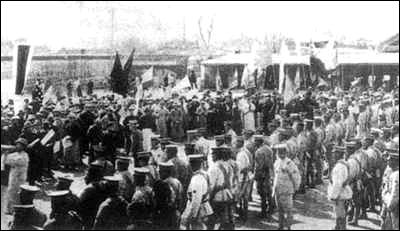
Les manifestants face à la police de Duan Qirui le 18 mars 1926.

## Le contexte
Le 12 mars 1926, un navire de guerre japonais bombarde les forts de Taku, faisant plusieurs morts parmi les troupes du Guominjun gardant les forts. En représailles, les troupes du Guominjun ripostent et chassent le navire du port de Tanggu. L'événement est considéré par le Japon comme une violation du protocole de paix Boxer signé en 1901 entre l'Alliance des huit nations et la dynastie Qing, tombée en 1911, à la suite de la révolte des Boxers. Quatre jours plus tard, les ambassadeurs représentant l'Alliance des huit nations, signataires du protocole envoient un ultimatum au gouvernement de Beiyang dirigé par Duan Qirui. L'ultimatum exige que toutes les défenses établies sur les forts de Taku soient démantelées.

## Les événements

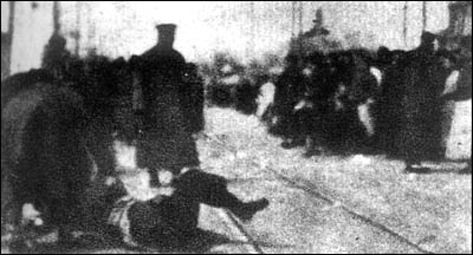
Un manifestant battu par la police le 18 mars 1926.

Une manifestation est organisée à Tian'anmen le 18 mars. Li Dazhao, à la tête des manifestants, fait un discours passionné. Il demande la fin de tous les traités inégaux signés entre l'ancienne Chine impériale et les puissances étrangères, ainsi que l'expulsion des ambassadeurs étrangers qui ont envoyé l'ultimatum. L'Armée nationaliste, qui à l'époque était basée à Canton, est invitée à faire face à de potentielles incursions impérialistes, puisque le gouvernement de Beiyang n'y est pas disposé.
Les manifestants défilent ensuite jusqu'à la place située devant le siège du gouvernement de Beiyang. Duan Qirui, inquiet d'une situation devenant instable, ordonne à sa police militaire de disperser les manifestants. La violence de la charge de la police fait 47 morts et plus de 200 blessés. Au nombre des morts se trouve Liu Hezhen, étudiante de l'École normale de jeunes filles de Pékin, ancienne élève de Lu Xun. Li Dazhao est lui-même blessé durant le massacre.

## Les conséquences

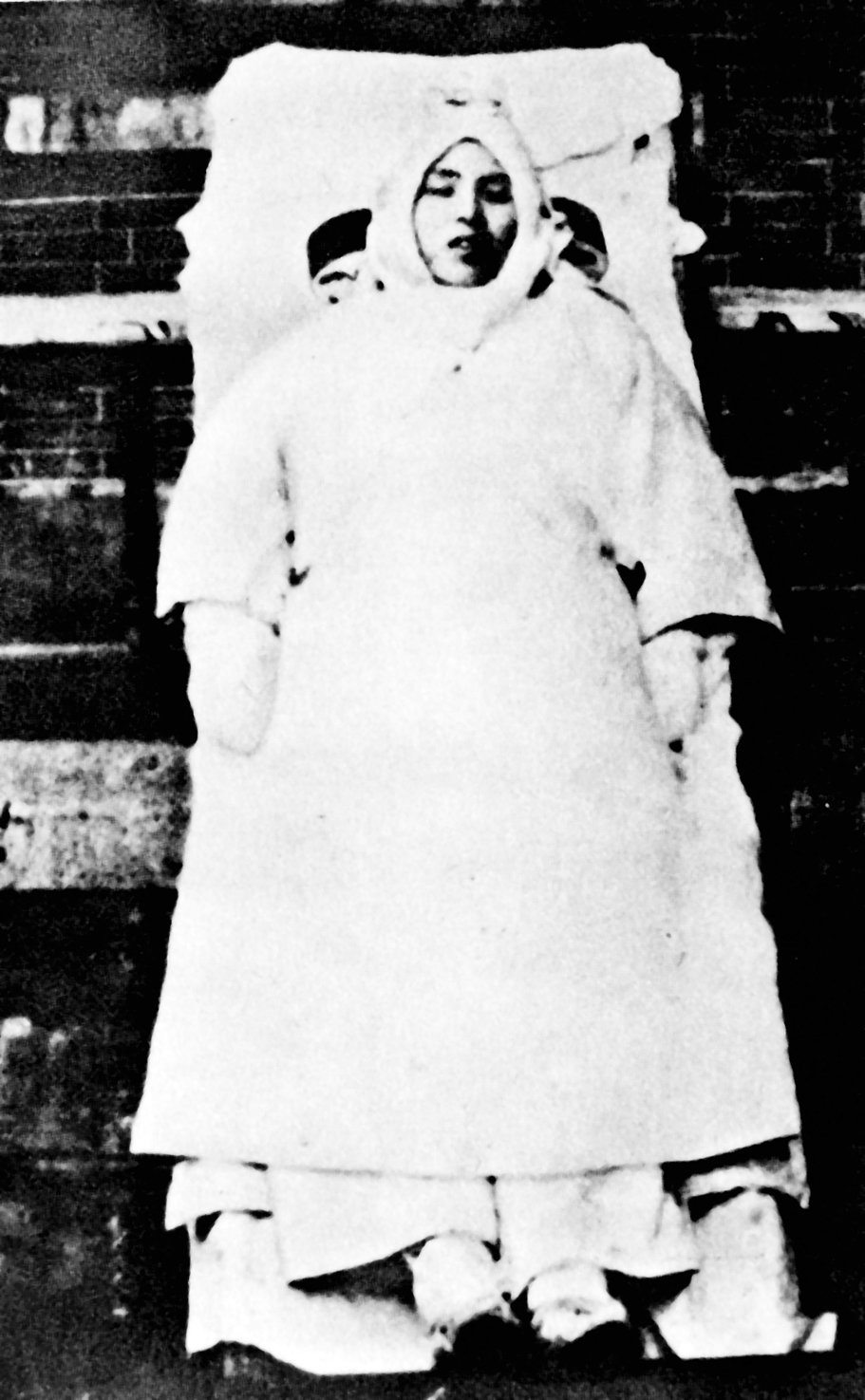
Le corps de Liu Hezhen.

Les organisateurs de la manifestation, tant nationalistes que communistes, sont pourchassés après le massacre. Dès le lendemain, l'ordre est donné d'arrêter Xu Qian, recteur de l'université sino-russe, Li Dazhao, professeur de l'université de Pékin, Li Yuying, président du Comité pour la restauration de la maison impériale des Qing, Yi Peiji, recteur de l'École normale pour jeunes filles et Gu Zhaoxiong, doyen de l'université de Pékin. Le seigneur de la guerre Zhang Zuolin donne l'ordre à de nombreuses écoles de rechercher tous livres ou périodiques liés au Guomindang ou au Parti communiste chinois.
Une considérable pression populaire oblige le gouvernement de Duan à convoquer une réunion d'urgence du Parlement. Une résolution est adoptée, réclamant la punition des responsables du massacre. En avril 1926, le gouvernement de Duan est évincé par le Guominjun.
Li Dazhao, l'un des principaux collaborateurs de la revue Nouvelle Jeunesse et l'un des fondateurs du Parti communiste chinois en 1921, devient l'une des « bêtes noires » des seigneurs de la guerre. Il est exécuté l'année suivante.
Le massacre du 18 mars est l'expression du conflit à l'œuvre entre les forces nouvelles de la société chinoise, ici représentées par le mouvement étudiant, et les seigneurs de la guerre, conflit exacerbé par la présence d'intérêts étrangers en Chine.
De nombreux monuments ont été érigés en souvenir de l'événement. Certains se trouvent dans de prestigieuses universités telles que celles de Pékin ou de Tsinghua.

## Sources
- (en) Cet article est partiellement ou en totalité issu de l’article de Wikipédia en anglais intitulé « March 18 Massacre » (voir la liste des auteurs).